# Bira (peuple)
Pour les articles homonymes, voir Bira.
Les Bira ou Babira (pluriel de Bira en bira) sont un groupe ethnolinguistique d'Afrique centrale, présent en province d'Ituri en République démocratique du Congo et plus particulièrement à Bunia, chef lieu du district.
Une étude anthropologique datant de 1972 distingue les Bira des plaines des Bira de la forêt. Ces deux populations auraient pour origine commune le peuple Bira.

## Origine
Les Biras seraient originaire d'une peuplade dont l'ancêtre commun d'appelait Bira, et auraient été les premiers Bantous à installés dans les régions de savane aux environs d'Irumu et dans la forêt tropicale à l'ouest de cette contrée. La dernière migration de cette peuplade situerait leur arrivée dans l'ex Province Orientale à 1700 à peu près.

Selon Moeller (1926) leur point de départ serait la région de la montagne Bali, situé au Sud-Est du Ruwenzori. Après avoir traversé la rivière Semliki, ils auraient  atteint la région de Irumu, où se seraient divisés en plusieurs groupes, dont une partie se serait installé dans la savane, à Irumu, et au Nord et au Sud de la route qui joint Irumu à Bunia. L'autre partie s'est enfoncée dans la forêt équatoriale, jusqu'à la rivière Epulu, et s'est imposée aux Pygmées.

Selon un autre auteur, Siffer(1915),  l'origine commune des Biras serait la vallée du Nil, car ils se souviennent d'une grande étendue d'eau, qui serait le lac Albert, qu'ils auraient traversée, du Nord au sud, et, après avoir remonté la rivière Semliki, seraient entrés dans la savane qu'ils occupent actuellement, par un passage dans les monts Ruwenzori.

Les légendes Bira expliquent la dispersion des Bira comme suit : « pendant la migration, les natifs se trouvèrent, à un moment donné, devant une grande rivière, dans laquelle une bête monstrueuse était couchée, dont la tête touchait une rive et la queue l'autre. Les indigènes trouvèrent ce pont inattendu fort commode et commencèrent la traversée; les vieillards, fatigués du voyage, s'installèrent sur le dos de l'animal, et, tout en regardant les jeunes, fumèrent leur pipe. Un vieillard maladroit, laissa tomber une braise qui blessa le monstre; celui-ci plongea dans l'eau entraînant tous ceux qui étaient assis sur son dos. Ainsi, une partie de la peuplade se trouva dans l'impossibilité de franchir l'obstacle, et sous la conduite des chefs de famille. ils continuèrent leur route chacun de son côté».

## Ethnonymie
Il existe plusieurs variantes de l'ethnonyme : Babila, Babira, Babiras, Bila, Biras, Wabira.

## Langues
Ils parlent des langues bantoues, le kibila et le kibira.
Le Kibira est interprété comme étant une langue bantoue archaïque ou comme un dialecte de l'idiome des Kumu. Le Swahili est la langue véhiculaire employée dans la région

## Organisation sociale
Les Bira sont organisés, comme dans toutes les sociétés bantoues en clans. Les mariages sont polygames de droits, monogames de fait, exogamiques, c'est-à-dire que le choix des conjoints ne peut se faire dans le clan dont on fait partie. La famille est patrilinéaire, et se compose des grands-parents, des fils et des filles, des brus et des gendres, des enfants issus de ces unions, et des enfants adoptés.
Plusieurs familles sont groupées en un village, les villages sont plus importants chez les Bira de la plaine que chez ceux de la forêt où ils comportent rarement plus de six cases. Dans la forêt, la distance est trop grande et les rapports entre différents villages sont inhabituels. Dans la plaine, l'emplacement du village est choisi en général sur un flanc de coteau, ou près d'une rivière, dans une vallée fertile. Dans la forêt, on installe le village sur monticule, près d'un endroit fertile, bien arrosé par un ruisseau.

## Notes et références

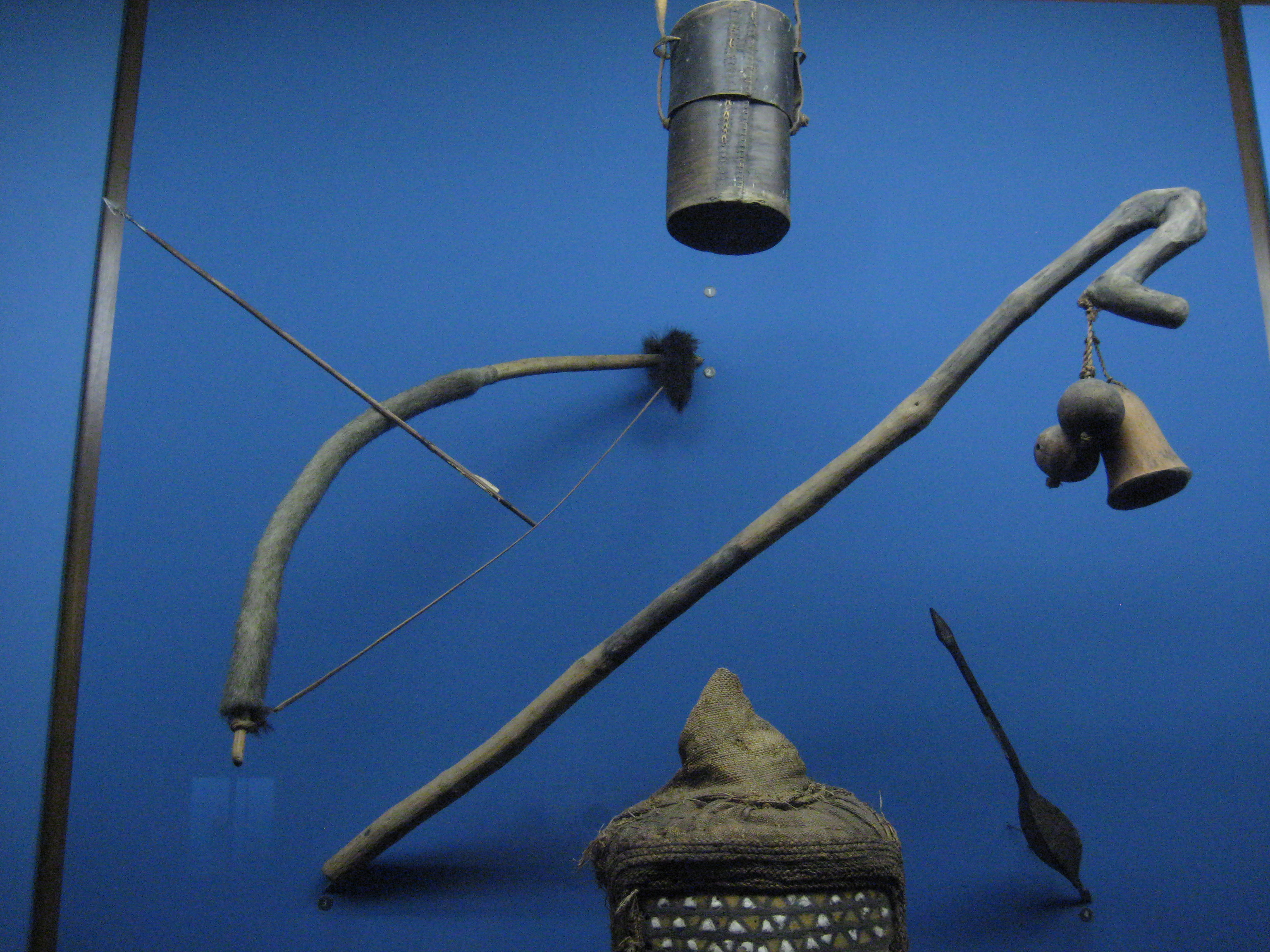
Armes et objets Bira

### Discographie
- (en) Hugh Tracey (dir.), On the edge of the Ituri forest : northeastern Belgian Congo : 1952, Congo : Budu, Mbuti, Mangbele, Nande, Bira, Stichting Sharp Wood Productions, Utrecht ; International Library of African Music, Grahamstown (Afrique du Sud), 1998, 61 min 57 s (CD + livret)